# The Countess (film 1914)
The Countess è un cortometraggio muto del 1914. Il nome del regista non viene riportato.

## Trama
Per ottenere una storia, un reporter si fa assumere come maggiordomo da una contessa. Riuscirà a far carriera: dopo essere stato promosso a guardia del corpo personale della nobildonna, otterrà la sua mano, diventandone il marito.

## Produzione
Il film fu prodotto dalla Essanay Film Manufacturing Company. Venne girato a Chicago, sede della compagnia di produzione.

## Distribuzione
Distribuito dalla General Film Company, il film - un cortometraggio di due bobine - uscì nelle sale cinematografiche USA il 23 giugno 1914.